# Valeria Luiselli
Valeria Luiselli (Mexico-Stad, 16 augustus 1983) is een Mexicaanse schrijfster. Van haar verschenen in Nederlandse vertaling Valse papieren (Papeles falsos), De gewichtlozen (Los ingrávidos) en Archief van verloren kinderen (Lost Children Archive) bij uitgeverij Karaat. Luiselli publiceerde onder meer werk in The New York Times en Letras Libres. Ook schrijft ze een maandelijkse column in de krant El País en werd een van haar libretto's opgevoerd door het New York City Ballet. Haar boeken zijn in meerdere talen vertaald, waaronder Engels, Frans, Italiaans, Portugees en Nederlands.

## Biografie
Valeria Luiselli is de dochter van een diplomaat. Deze werd de eerste Mexicaanse ambassadeur in Zuid-Afrika. In die tijd leerde de opgroeiende Valeria Luiselli Nelson Mandela kennen. Na omzwervingen door Costa Rica, Zuid-Korea, Zuid-Afrika, India, Frankrijk en Spanje woont Luiselli sinds 2008 in New York, samen met haar man, de schrijver Álvaro Enrigue en haar dochter. Ze studeerde aan de Universidad Nacional Autónoma de México, UNAM (Nationale Autonome Universiteit van Mexico), en studeert inmiddels voor een doctoraat vergelijkende literatuurwetenschappen aan Columbia University.

## Vertaalde publicaties
Valse papieren (2010) is een zoektocht in verhalen, essays en beschrijvingen. Geen roman, reisverhaal of essay op zich, maar alles tegelijk. Cees Nooteboom schreef het voorwoord voor de Nederlandse editie uit 2012. Het boek begint met de tocht naar het graf van de Russische dichter Joseph Brodsky.
De roman De gewichtlozen verscheen in Nederland in 2014. Centraal staat een jonge redactrice in New York die onderzoek doet naar het leven van de Mexicaanse dichter Gilberto Owen.
De roman De geschiedenis van mijn tanden (La historia de mis dientes) verscheen in Nederland in 2015 en gaat over een veilingmeester met een verzamelwoede. Erin worden niet alleen vragen opgeroepen over de waarde van kunst, maar ook over de waarde van de anekdotes over de kunstwerken. De schrijfster zelf noemde De geschiedenis van mijn tanden een roman-essay.
Vertel me het einde (Tell Me How It Ends: An Essay in 40 Questions) is een essay over de problematiek omtrent de Centraal-Amerikaanse (en in dit geval voornamelijk jonge) vluchtelingen die proberen de grens met de Verenigde Staten te bereiken en over te steken. Het verscheen in Nederland in 2017.
In de roman Archief van verloren kinderen (Lost Children Archive) is de problematiek van de naar de Verenigde Staten vluchtende Centraal-Amerikaanse kinderen vervlochten in een verhaal over een uiteenvallend gezin dat van New York naar Arizona reist. De roman verscheen in 2019 en werd in 2021 bekroond met de International Dublin Literary Award.

### Essay
- 2012: Valse papieren (Uitgeverij Karaat; vertaald door Merijn Verhulst)
- 2017: Vertel me het einde. Een essay in veertig vragen (Das Mag Uitgeverij)

### Romans
- 2014: De gewichtlozen (Uitgeverij Karaat; vertaald door Merijn Verhulst)
- 2015: De geschiedenis van mijn tanden (Uitgeverij Karaat)
- 2019: Archief van verloren kinderen (Uitgeverij Karaat & Das Mag; vertaald door Nicolette Hoekmeijer en Molly van Gelder)